# Теологічний інститут ім. св. Йосифа Більчевського
Теологічний Інститут Львівської Архідієцезії був започаткований 25.01.2009 р. архієпископом Митрополитом  Мечиславом Мокшицьким. Основним завданням є підготовка майбутніх теологів-мирян для катехетичної роботи у католицьких парафіях, спеціалізованих консультаціях, а також для пастирських завдань та інших потреб спільноти Божого Народу.